# Mesochria griveaudi
Espèce
Mesochria griveaudi est une espèce de diptères nématocères de la famille des Anisopodidae.